# CE Rio Branco
CE Rio Branco is een Braziliaanse voetbalclub uit Campos dos Goytacazes in de staat Rio de Janeiro. De club speelt in de schaduw van de succesvollere stadsrivalen Americano en Goytacaz.

## Geschiedenis
De club werd opgericht in 1912 en vernoemd naar de baron van Rio Branco, die eerder dat jaar overleden was. In 1961 werd de club staatskampioen van de staat Rio de Janeiro. In deze competitie speelden niet de clubs uit de stad Rio de Janeiro. Door de winst mocht de club deelnemen aan de Taça Brasil en schakelde in de eerste ronde Santo Antônio uit en werd in de tweede ronde zelf uitgeschakeld door Cruzeiro. In 1979 gingen beide staatskampioenschappen samen en sindsdien slaagde de club er nooit in te promoveren. In 2003 werd de club geselecteerd voor de Série C en speelde zo voor het eerst op nationaal niveau, al werd de club ingedeeld in een groep met staatsgenoten Americano, Macaé en Portuguesa. De club eindigde laatste en verloor alle zes de wedstrijden. In 2012 degradeerde de club uit de tweede klasse. 

## Erelijst
Campeonato Fluminense
1961
Campeonato da Cidade de Campos
1917, 1928, 1929, 1931, 1949, 1958, 1961, 1962

## Bekende ex-spelers
- Didi